# Франц Оман
Франц Оман (Стражишче, код Крања, 30. октобар 1920 — Крањ, 1. септембар 1987) био је привредник Социјалистичке Републике Словеније и јунак социјалистичког рада.

## Биографија
Од 1934. до 1942. радио је као ткачки радник у текстилној фабрици Југобруна у Крању. Током Другог светског рата био је сарадник Ослободилачког фронта Словеније. Године 1942. ухапшен је од стране немачке окупационе власти, након чега се три месеца налазио у затвору у Бегуњама, у Горењској. Потом је интерниран у концентрациони логор Дахау, у Немачкој. Током боравка у логору, био је члан логорског одбора заточеника. Касније је пребачен у логор Захсенхаузен, где је остао до краја рата маја 1945. године.
Након рата вратио се у Југославију, где је од 1945. био запослен у штампарији у Крању. Године 1947. провео је седам месеци у истражном затвору, због наводних оптужби за сарадњу са Гестапоом. Потом је био директор инвалидског предузећа Звезда у Крању, предузећа Индустрија сукна Запуже и заступништва компаније Мерцедес-Бенз у Копру и помоћник директора Спољне пловидбе у Пирану.
Од 1955. до 1987. био је генерални директор Индустрије памучних производа у Крању. Од мањих текстилних фабрика формирао је модерно предузеће и увео нов оригиналан континуирани технолошки процес производње од сировина до специјализованих производа без међускладишта.
Умро је 1. септембра 1984. у Крању.
Указом Председништва СФРЈ одликован је 7. новембра 1986. Орденом јунака социјалистичког рада.